# Jean-Michel Geneste
Jean-Michel Geneste (né le 29 mai 1949) est un préhistorien français professeur d'université.

## Biographie
Jean-Michel Geneste est né le 29 mai 1949.
En 1985 à Bordeaux, il soutient sa Thèse de doctorat en Paléontologie : Analyse lithique d'industries moustériennes du Périgord : une approche du comportement des groupes humains au paléolithique moyen, sous la direction de Denise de Sonneville-Bordes.
Docteur en préhistoire, il devient, en 1989, conservateur à la Sous-Direction de l'archéologie, puis, directeur du Centre national de la préhistoire à Périgueux, conservateur de la Grotte de Lascaux et directeur scientifique de la Grotte Chauvet. Il est conservateur général du patrimoine honoraire.

## Publications
- avec Jean-François Tournepiche, Françoise Audouze, Frédéric Surmely et collectif, Les chasseurs de la Préhistoire, 1994, 104 p. (ISBN 978-2877720946).
- Préface d'Yves Coppens, Lascaux, Gallimard, coll. « Découvertes », 2012, 52 p. (ISBN 978-2070139514).
- avec Boris Valentin, Si loin, si près. Pour en finir avec la Préhistoire, Flammarion, 2019, 291 p. (ISBN 2081487012).
- dir. avec Jean-Jacques Delannoy, Préface de Franck Riester, Atlas de la grotte Chauvet-Pont d'Arc, vol. 1 de la Monographie de la grotte Chauvet-Pont d'Arc, Paris, Éditions de la Maison des sciences de l'homme, 2020, 368 p. (ISBN 9782735125333, lire en ligne).
- avec Philippe Grosos et Boris Valentin (dir.), Préhistoire Nouvelles frontières, Éditions de la Maison des sciences et de l'homme, 2023, 259 p. (lire en ligne).